# والرین اسماعیل
والرین اسماعیل (انگلیسی: Valérien Ismaël؛ زادهٔ ۲۸ سپتامبر ۱۹۷۵) بازیکن فوتبال اهل فرانسه است.
از باشگاه‌هایی که در آن بازی کرده‌است می‌توان به کریستال پالاس، استراسبورگ، هانوفر ۹۶، وردر برمن، لانس، و بایرن مونیخ اشاره کرد.
وی همچنین در تیم‌های ملی فوتبال زیر ۱۸ سال فرانسه و زیر ۲۱ سال فرانسه بازی کرده‌است.